# Batrachorhina sogai
Batrachorhina sogai là một loài bọ cánh cứng trong họ Cerambycidae.